# Fadogia fragrans
Fadogia fragrans är en måreväxtart som beskrevs av Robyns. Fadogia fragrans ingår i släktet Fadogia och familjen måreväxter. Inga underarter finns listade i Catalogue of Life.